# ブンゼン (マペット)
ブンゼン（Bunsen Honeydew）はテレビ番組『マペット・ショー』に登場する科学者である。

## 概要
メガネを掛けた天才科学者。『マペット・ショー』 シーズン1の第8話で初登場、主に『マペット・ラボ（マペット放送局では『マペット研究所』）』というコーナーで未来の発明品を作っている。特にブンセンが作ったタイムマシンでは、助手のビーカーやカーミットを過去の時代に生息するゴリラの場所に送ったこともある（マペット・ショー シーズン2の第19話より）。カーネギーメロン大学を卒業し、マペット・ラボの創設者 ピンホール・バーンズ博士の助手となった。博士と助手は、後に「マペット・ベイビーズ」でも登場した。

## 日本語吹替
※太字は専属声優
| 担当声優       | 担当作品 |
| -------------- | --- |
| 不明           | マペット・ショー |
| 野沢那智       | マペットの夢みるハリウッド（LD版） |
| 梅津秀行       | マペットのクリスマス・キャロル マペットの宝島 |
| 江原正士       | マペットの夢みるハリウッド（Disney+版） マペット放送局 マペット・ベイビーズ（CS版） ゴンゾ宇宙に帰る マペットのメリー・クリスマス マペットのオズの魔法使い ザ・マペッツ マペット・タイム マペットのホーンテッドマンション |
| 小島敬介       | マペット・ベビー |
| 越後屋コースケ | マペット大集合! |